# Toni Lato
Toni Lato, all'anagrafe Antonio Latorre Grueso (La Pobla de Vallbona, 21 novembre 1997), è un calciatore spagnolo, difensore del Maiorca.

## Caratteristiche tecniche
È un terzino sinistro.

## Carriera

### Club
Cresciuto nei settori giovanili del Valencia, esordisce con la squadra riserve il 29 marzo 2014 nell'incontro di Segunda División B pareggiato 0-0 contro l'Elche Ilicitano.
Per la stagione 2015-2016 viene aggregato alla prima squadra con cui esordisce il 25 febbraio 2016 nel match di Europa League vinto 4-0 in casa del Rapid Vienna.
Dopo aver collezionato in tutto 43 presenze e 1 gol in prima squadra, il 5 luglio 2019 passa in prestito al PSV. Senza essere mai sceso in campo, nel mercato invernale passa in prestito all'Osasuna.

### Nazionale
Ha giocato nelle nazionali giovanili spagnole Under-18, Under-19 ed Under-21.

## Statistiche

### Presenze e reti nei club
Statistiche aggiornate al 30 aprile 2023.
| Stagione        | Squadra         | Campionato      | Campionato | Campionato | Coppe nazionali | Coppe nazionali | Coppe nazionali | Coppe continentali | Coppe continentali | Coppe continentali | Altre coppe | Altre coppe | Altre coppe | Totale | Totale |
| Stagione        | Squadra         | Comp            | Pres       | Reti       | Comp            | Pres            | Reti            | Comp               | Pres               | Reti               | Comp        | Pres        | Reti        | Pres   | Reti   |
| --------------- | --------------- | --------------- | ---------- | ---------- | --------------- | --------------- | --------------- | ------------------ | ------------------ | ------------------ | ----------- | ----------- | ----------- | ------ | ------ |
| feb. 2016       | Valencia        | PD              | -          | -          | CR              | -               | -               | UCL+UEL            | 0+1                | 0                  | -           | -           | -           | 1      | 0      |
| 2016-2017       | Valencia        | PD              | 8          | 0          | CR              | 1               | 0               | -                  | -                  | -                  | -           | -           | -           | 9      | 0      |
| 2017-2018       | Valencia        | PD              | 16         | 0          | CR              | 4               | 0               | -                  | -                  | -                  | -           | -           | -           | 20     | 0      |
| 2018-2019       | Valencia        | PD              | 4          | 0          | CR              | 4               | 0               | UCL+UEL            | 1+4                | 0+1                | -           | -           | -           | 13     | 1      |
| 2019-gen. 2020  | PSV             | E               | 0          | 0          | CO              | 0               | 0               | UCL+UEL            | 0+1                | 0                  | SO          | 0           | 0           | 1      | 0      |
| 2019-gen. 2020  | Jong PSV        | ED              | 2          | 0          | -               | -               | -               | -                  | -                  | -                  | -           | -           | -           | 2      | 0      |
| gen.-giu. 2020  | Osasuna         | PD              | 8          | 1          | CR              | -               | -               | -                  | -                  | -                  | -           | -           | -           | 8      | 1      |
| 2020-2021       | Valencia        | PD              | 14         | 0          | CR              | 3               | 0               | -                  | -                  | -                  | -           | -           | -           | 17     | 0      |
| 2021-2022       | Valencia        | PD              | 11         | 0          | CR              | 5               | 0               | -                  | -                  | -                  | -           | -           | -           | 16     | 0      |
| 2022-2023       | Valencia        | PD              | 20         | 1          | CR              | 2               | 0               | -                  | -                  | -                  | SS          | 1           | 0           | 23     | 0      |
| Totale Valencia | Totale Valencia | Totale Valencia | 73         | 1          |                 | 19              | 0               |                    | 6                  | 1                  |             | 1           | 0           | 99     | 2      |
| Totale carriera | Totale carriera | Totale carriera | 83         | 2          |                 | 19              | 0               |                    | 7                  | 1                  |             | 1           | 0           | 110    | 3      |

### Cronologia presenze e reti in nazionale
| Cronologia completa delle presenze e delle reti in nazionale ― Spagna under 21 | Cronologia completa delle presenze e delle reti in nazionale ― Spagna under 21 | Cronologia completa delle presenze e delle reti in nazionale ― Spagna under 21 | Cronologia completa delle presenze e delle reti in nazionale ― Spagna under 21 | Cronologia completa delle presenze e delle reti in nazionale ― Spagna under 21 | Cronologia completa delle presenze e delle reti in nazionale ― Spagna under 21 | Cronologia completa delle presenze e delle reti in nazionale ― Spagna under 21 | Cronologia completa delle presenze e delle reti in nazionale ― Spagna under 21 |
| Data                                                                           | Città                                                                          | In casa                                                                        | Risultato                                                                      | Ospiti                                                                         | Competizione                                                                   | Reti                                                                           | Note                                                                           |
| ------------------------------------------------------------------------------ | ------------------------------------------------------------------------------ | ------------------------------------------------------------------------------ | ------------------------------------------------------------------------------ | ------------------------------------------------------------------------------ | ------------------------------------------------------------------------------ | ------------------------------------------------------------------------------ | ------------------------------------------------------------------------------ |
| 1-9-2017                                                                       | Toledo                                                                         | Spagna under 21                                                                | 3 – 0                                                                          | Italia under 21                                                                | Amichevole                                                                     | -                                                                              | 46’                                                                            |
| 9-11-2017                                                                      | Murcia                                                                         | Spagna under 21                                                                | 1 – 0                                                                          | Islanda under 21                                                               | Qual. Europeo Under-21 2019                                                    | -                                                                              |                                                                                |
| 14-11-2017                                                                     | Cartagena                                                                      | Spagna under 21                                                                | 5 – 1                                                                          | Slovacchia under 21                                                            | Qual. Europeo Under-21 2019                                                    | -                                                                              | 70’                                                                            |
| Totale                                                                         |                                                                                | Presenze                                                                       | 3                                                                              |                                                                                | Reti                                                                           | 0                                                                              |                                                                                |

## Palmarès

### Club
- Coppa di Spagna: 1

Valencia: 2018-2019